# Super Universas

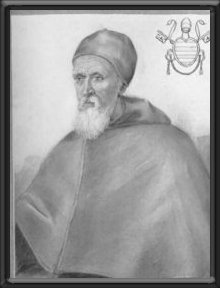
Papież Paweł IV, wystawca bulli

Super Universas – bulla wydana przez papieża Pawła IV w 1559 r. regulująca strukturę administracyjną Kościoła katolickiego okręgu burgundzkim Rzeszy Niemieckiej, na terenie którego znajdują się współczesne państwa: Holandia, Belgia i Luksemburg. Miała ona na celu walkę z szerzącym się wówczas w Niderlandach protestantyzmem. Na jej mocy zwiększono liczbę diecezji, której biskupów mianował papież, zaś kandydatów przedstawiał władca, którym w tym czasie był Filip II Habsburg, z którego inicjatywy wydano bullę.

## Cele wydania bulli
Dokument podejmował próbę scentralizowania całego regionu, który do tej pory wchodził w skład dwóch metropolii kościelnych: kolońskiej i Reims. Ogłoszenie bulli 12 maja 1559 r. spotkało się z ostrą krytyką ze strony miejscowej szlachty oraz lokalnego duchowieństwa, w tym opatów obawiających się ograniczenia swoich uprawnień. Ponadto obawiano się zwiększenia wpływów inkwizycji w tym regionie, na temat której działalności wiele osób miało krytyczne zdanie, patrząc na hiszpańską inkwizycję. Częściowo zostały one spełnione przez mianowanie arcybiskupem mecheleńskim i prymasem Niderlandów Antoine Perrenot de Granvelle, co doprowadziło do wybuchu zamieszek, a wkrótce powstania w północnej części Niderlandów.

## Struktura organizacyjna Kościoła w Niderlandach przed reformą
Znaczne obszary Niderlandów wchodziły w skład archidiecezji kolońskiej i archidiecezji Reims, które były siedziba metropolitów. Poza tym na tym obszarze funkcjonowały biskupstwa: Utrecht, Tournai i Arras.

## Struktura organizacyjna Kościoła w Niderlandach po reformie

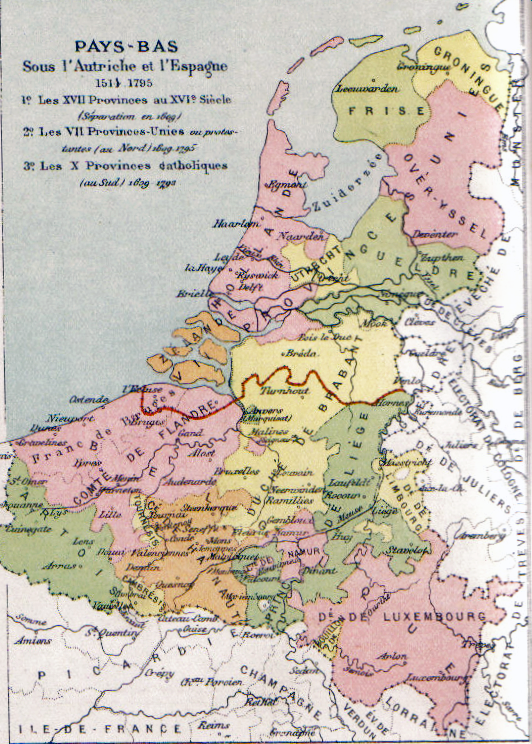
Niderlandy Hiszpańskie, obszar na którym dokonano reorganizacji struktury Kościoła katolickiego

Na mocy bulli głową episkopatu Niderlandów został arcybiskup mecheleński, obdarzony tytułem prymasa. Na terenie Niderlandów znajdowały się 3 metropolie, w skład których wchodziły 3 archidiecezje i 15 diecezji:

### Metropolia utrechcka
- Archidiecezja utrechcka
  - Diecezja Middelburg
  - Diecezja Haarlem
  - Diecezja Deventer
  - Diecezja Leeuwarden
  - Diecezja Groningen

### Metropolia mecheleńska
- Archidiecezja mecheleńska
  - Diecezja antwerpska
  - Diecezja gandawska
  - Diecezja Ypres
  - Diecezja brugijska
  - Diecezja Roermond
  - Diecezja 's-Hertogenbosch

### Metropolia Cambrai
- Archidiecezja Cambrai
  - Diecezja Arras
  - Diecezja Sint-Omaars
  - Diecezja Tournai
  - Diecezja namurska